# Jimmy McIlroy
Pour les articles homonymes, voir McIlroy.
James McIlroy, dit Jimmy McIlroy, né le 25 octobre 1931 à Lambeg près de Lisburn dans le Comté d'Antrim en Irlande du Nord et mort le 20 août 2018 est un footballeur professionnel nord-irlandais puis entraîneur de football.
Il a été sélectionné de nombreuses fois en équipe d'Irlande du Nord de football et est considéré comme un des joueurs majeurs de l’histoire du club anglais du Burnley Football Club.

## Biographie

### À Burnley
Jimmy McIlroy fait ses débuts professionnels dans le club nord-irlandais du Glentoran Football Club. Il est tout de suite remarqué et recruté par le manager du club anglais du Burnley Football Club Frank Hill. Il fait ses débuts en championnat d’Angleterre le 21 octobre 1950 contre Sunderland AFC juste avant son 19e anniversaire. La présence de McIlroy dans l’équipe est due à la récente vente de Harry Potts au club d’Everton FC. Potts sera plus tard son entraîneur à Burnley.
Jimmy McIlroy a participé à la deuxième période de gloire du club de Burnley. Cette période coïncide avec la venue au poste de manager d’Harry Potts et commence lors de la saison 1959-1960. Cette année-là, Burnley remporte le titre de champion d’Angleterre. McIllroy fait ensuite partie de l’équipe qui se hisse en finale de la Coupe d'Angleterre de football en 1962.
Jimmy McIlroy joue au total 497 matchs pour le Burnley Football Club et marque 131 buts. Il est aussi le joueur de Burnley le plus capé, apparaissant à 51 reprises sous le maillot de l’équipe d'Irlande du Nord de football et marquant 10 buts. Ses quatre autres sélections ont été obtenues alors qu’il joue sous le maillot de Stoke City.

### Après Burnley
En 1962, lorsque Jimmy McIlroy est transféré vers le club de Stoke City, de nombreux supporter de Burnley considèrent que cette vente est un acte de traitrise de la part du président du club Bob Lord. Certains d’entre eux ont même organisé un boycott du club après le transfert. McIlroy a même affirmé avoir appris son propre transfert en lisant le journal, Lord ne lui ayant jamais parlé d’une négociation en cours à son sujet. Après son départ à Stoke, il joue aussi à Oldham Athletic où il est d’ailleurs entraîneur-joueur, puis pour quelques semaines dans le club des Bolton Wanderers où il termine sa carrière professionnelle dans le football.

### En retraite
Jimmy McIlroy se retire dans les environs de Burnley. Il est un spectateur régulier des matchs du Burnley FC.
Le stade de Burnley, le Turf Moor, possède aujourd’hui une tribune nommée en l’honneur de McIlroy. Cette tribune située à l’est du stade a été reconstruite dans les années 1990 après la démolition de l’ancienne tribune du Beehole End. Elle porte le nom de « The Jimmy McIlroy Stand ».

## Statistiques

### Buts internationaux
| 1  | 6 octobre 1956   | Belfast | Angleterre           | 1-1 | 1957 British Home Championship          |
| 2  | 1er mai 1957     | Belfast | Portugal             | 3-0 | Qualifications à la Coupe du monde 1958 |
| 3  | 6 novembre 1957  | Londres | Angleterre           | 3-2 | 1958 British Home Championship          |
| 4  | 15 janvier 1958  | Belfast | Italie               | 2-1 | Qualifications à la Coupe du monde 1958 |
| 5  | 15 octobre 1958  | Madrid  | Espagne              | 2-6 | Match amical                            |
| 6  | 5 novembre 1958  | Glasgow | Écosse               | 2-2 | 1959 British Home Championship          |
| 7  | 22 avril 1959    | Wrexham | Pays de Galles       | 4-1 | 1959 British Home Championship          |
| 8  | 3 mai 1961       | Athènes | Grèce                | 1-2 | Qualifications à la Coupe du monde 1962 |
| 9  | 10 mai 1961      | Berlin  | Allemagne de l'Ouest | 1-2 | Qualifications à la Coupe du monde 1962 |
| 10 | 22 novembre 1961 | Londres | Angleterre           | 1-1 | 1962 British Home Championship          |

## Palmarès

### En club
Burnley FC
- Championnat d'Angleterre 1959-1960
- Finaliste de la Coupe d’Angleterre : 1962

### En équipe nationale
Équipe d'Irlande du Nord de football
- British Home Championship
  - Vainqueur : 1958 (Titre partagé), 1959(Titre partagé)